# Петруполи
Петруполи (на гръцки: Πετρούπολη) е град в Гърция. Населението му е 58 979 жители (според данни от 2011 г.), а площта 6,597 кв. км. Намира се в часова зона UTC+2. Пощенският му код е 13231, телефонния 210 50, а МПС кода ΙΖΧ. Част е от Атинския метрополен район и се намира в северозападната му част.